# Abrodictyum tamarisciforme
Abrodictyum tamarisciforme är en hinnbräkenväxtart som först beskrevs av Nicolaus Joseph von Jacquin, och fick sitt nu gällande namn av Ebihara och Dubuisson. Abrodictyum tamarisciforme ingår i släktet Abrodictyum och familjen Hymenophyllaceae. Inga underarter finns listade.